# David Batra
David Chandra Batra (født 29. november 1972 i Lund) er en svensk komiker og skuespiller.
Batra begyndte at lave standupcomedy omkring 1994 og har skrevet og spillet hovedroller i satireserier på SVT. Ved siden af sit arbejde med satire har han også haft roller på det store lærred.

## Privatliv
David Batra er søn af en indisk far og en svensk mor.

## Udvalgt filmografi
- Kvarteret Skatan (tv-serie, 2003-2006)
- Beck (tv-serie, 2007)
- Cirkus Möller (tv-serie, 2009-2010)
- Kvarteret Skatan rejser til Laholm (2012)
- SNN News (tv-serie, 2013-2014)
- Solsidan (tv-serie, 2015)
- Kvarteret Skatan 20 år (tv-serie, 2021)
- Clark (tv-serie, 2022)
- Jönssonligan kommer tillbaka (2024)